# Éder Bonfim
Éder José de Oliveira Bonfim (Mineiros, 3 aprile 1981) è un ex calciatore brasiliano, di ruolo difensore.